# Anastasia Ryabova
 (février 2021).
La mise en forme du texte ne suit pas les recommandations de Wikipédia : il faut le « wikifier ».
Les points d'amélioration suivants sont les cas les plus fréquents :
- Les titres sont pré-formatés par le logiciel. Ils ne sont ni en capitales, ni en gras.
- Le texte ne doit pas être écrit en capitales (les noms de famille non plus), ni en gras, ni en italique, ni en « petit »…
- Le gras n'est utilisé que pour surligner le titre de l'article dans l'introduction, une seule fois.
- L'italique est rarement utilisé : mots en langue étrangère, titres d'œuvres, noms de bateaux, etc.
- Les citations ne sont pas en italique mais en corps de texte normal. Elles sont entourées par des guillemets français : « et ».
- Les listes à puces sont à éviter, des paragraphes rédigés étant largement préférés. Les tableaux sont à réserver à la présentation de données structurées (résultats, etc.).
- Les appels de note de bas de page (petits chiffres en exposant, introduits par l'outil «  Source ») sont à placer entre la fin de phrase et le point final[comme ça].
- Les liens internes (vers d'autres articles de Wikipédia) sont à choisir avec parcimonie. Créez des liens vers des articles approfondissant le sujet. Les termes génériques sans rapport avec le sujet sont à éviter, ainsi que les répétitions de liens vers un même terme.
- Les liens externes sont à placer uniquement dans une section « Liens externes », à la fin de l'article. Ces liens sont à choisir avec parcimonie suivant les règles définies. Si un lien sert de source à l'article, son insertion dans le texte est à faire par les notes de bas de page.
- La présentation des références doit suivre les conventions bibliographiques. Il est recommandé d'utiliser les modèles {{Ouvrage}}, {{Chapitre}}, {{Article}}, {{Lien web}} et/ou {{Bibliographie}}. Le mode d'édition visuel peut mettre en forme automatiquement les références.
- Insérer une infobox (cadre d'informations à droite) n'est pas obligatoire pour parachever la mise en page.

Pour une aide détaillée, merci de consulter Aide:Wikification.
Si vous pensez que ces points ont été résolus, vous pouvez retirer ce bandeau et améliorer la mise en forme d'un autre article.
 (février 2021).
Anastasia Ryabova (en russe : Анастасия Витальевна Рябова), née en 1985 à Moscou, est une artiste visuelle et performeuse. Elle est lauréate du prix Kandinsky en 2011, dans la catégorie Art médiatique - Projet de l'année. Elle est également autrice des archives des collections privées Artists’ Private Collections  depuis 2010 et fait partie du top 100 des jeunes auteurs selon InArt.

## Biographie
Née en 1985 à Moscou, Anastasia Ryabova a créé Artists' Private Collections, une archive en ligne d'œuvres d'art contemporain issues de collections privées d'artistes. Ce projet est réalisé avec le soutien financier initial de la Fondation Victoria et de la Fondation Sandretto Re Rebaudengo, dans le cadre de l'exposition russo-italienne Modernikon.
Elle fait partie des initiateurs du projet megazine.biz, une boutique en ligne où l'on ne peut rien acheter. Tous les produits sont peints par les artistes suivants : Alexei Buldakov, Alexandra Galkina, Alisa Yoffe, Zhanna Kadyrova, Viktor Makarov, Lena Martynova, Maxim Roganov, David Ter-Oganyanom, Olga Chtak et Anastasia Ryabova elle-même.
Avec Alekseï Buldakov, elle lance en 2011, le projet Agency Supostat, « une initiative d'artistes, théoriciens et journalistes pour créer et développer une plateforme visant à étudier, analyser et développer l'environnement artistique dans lequel nous travaillons ».
En 2011, elle est nommée deux fois pour le prix Kandinsky : elle présente, pour le prix de la jeune artiste de l'année, l'œuvre plastique Où est ta bannière, mec ?, et pour le prix Projet de l'année dans le domaine des arts médiatiques, son propre no-art projet Artists' Private Collections. Elle remporte cette deuxième nomination, devenant ainsi la seule femme à recevoir le prix Kandinsky dans la nomination Projet de l'année dans le domaine des arts médiatiques. Ce prix est supprimé l'année suivante, faisant de la jeune femme sa dernière lauréate.

## Expositions

### Expositions personnelles
- JDOO ILI DOO (partagé avec Marianna Abovyan), Institute of Fossil Fuels, Moscou, 2021
- Spectacle de discorde / Packs d'autocollants, Travailler plus ! Reste plus !, En ligne, Minsk, 2020
- + (+++), FFTN, Saint-Pétersbourg, 2019
- De votre matin à ma nuit, studio Zarya AiR, Vladivostok, 2019[3]
- Bonbons et caramel au bord de la querelle ou où trouver quatre erreurs ?, Fondation de Vladimir Smirnov et Konstantine Sorokin, Moscou, 2017
- Bonbons et caramel au bord de la querelle ou où trouver quatre erreurs ?, Académie des Beaux-Arts, Tasku-galleria Näyttely, Helsinki, 2016[4]
- Reverse Motion Inventory, Triangle Curatorial Studio, Moscou, 2015
- Star Tonnel, Galerie Banka, Moscou, 2013
- Billion (partagé avec A. Buldakov), Cultural Center Art Propaganda, Samara, 2011
- Artistsprivatecollections.org (dans le cadre du projet « Top »), ARCOmadrid, Madrid, 2011
- Rapport annuel, dans le cadre du programme parallèle de la foire d'art COSMOSCOW, Moscou, 2010
- Ça marche !, Galerie Brown Stripe, Moscou, 2010.
- TrolleyTram & Transp! (En collaboration avec M. Roganov), Galerie LabGarage, Kyev, 2009
- Foules de chattes en colère, Projet FABRIKA, Moscou, 2006

### Expositions collectives
- Néoinfantilisme, DK Gromov, Saint-Pétersbourg, 2020
- Infographie, Cube.Moscou, Moscou, 2019
- VII COLLECTION PERMANENTE, Musée d'Art Moderne de Moscou, Moscou, 2016[5]
- Métageographie. Espace - Image - Action, Galerie Tretiakov, Moscou, 2015[6]
- Vertical Reach, Artspace, New Haven, 2015[7]
- Référendum sur le retrait de la race humaine, Teatr Powszechny, Varsovie, 2014[8]
- Apesanteur, Centre national des arts contemporains, Nizhny Novgorod, 2013
- 5ème Biennale d'Art Contemporain de Moscou - Présentation d'une pièce Your Money Works No More Here, Moscou, 2013
- L'expédition finale du Compromis Unidee en résidence, Arte al Centro, Biella, 2013[9]
- Faire griller la révolution, entreprise familiale, New York, 2012[10]
- 4e Biennale d'art contemporain de Moscou, Moscou, 2011
- Modernikon Palazzio, Casa dei Tre Oci, Venise, 2011[11]
- Modernikon, Fondazione Sandretto Re Rebaudengo, Turin, 2010[12]
- TAPE IT!, Centre D’art Contemporain « OUI », Grenoble, 2010[13]
- Moscou dans la valise, Les Salaisons Romainville, Paris, 2010[14]
- Politique dans les rues !, Projet FABRIKA, Moscou, 2008

## Collections
- Gazprombank, Moscou
- Fondation V-A-C, Moscou
- Musée d'art moderne de Moscou, Moscou
- Fondation Zarya, Vladivostok